# Karen Roe
Karen Roe er en fiktiv person fra tv-serien One Tree Hill. Hun spilles af den amerikanske skuespillerinde Moira Kelly. Karen er sammen med hendes eks-kæreste fra gymnasiet, Dan Scott, mor til Lucas Scott. Hun har en lille datter, Lily Roe Scott, sammen med Keith Scott, Dans bror.